# Konia dikume
Konia dikume es una especie de peces de la familia Cichlidae en el orden de los Perciformes.

## Morfología
Los machos pueden llegar alcanzar los 11,2 cm de longitud total.

## Alimentación
Come, principalmente, larvas de mosquito.

## Hábitat
Vive en zonas de clima tropical.

## Distribución geográfica
Se encuentran en África: es una especie  endémica del lago Barombi-ma-Mbu (oeste del Camerún ).

## Observaciones
Tiene un nivel elevado de hemoglobina en la sangre como consecuencia de su adaptación al pobre contenido de oxígeno del agua en grandes profundidades.